# Jean Baptiste Fortuné de Fournier
Pour les articles homonymes, voir Fournier.
Fortuné Fournier (1797-1864), passé à la postérité sous le nom de Jean Baptiste Fortuné de Fournier, est un peintre français, né à Nice le 16 mai 1797, mort à Paris le 17 février 1864. Il était le fils de Luigi Antonio Fournier et de Dominique Marie Lucrèce Salvi.

## Biographie
Aquarelliste et miniaturiste, il a principalement représenté des vues intérieures de châteaux : Saint-Cloud, Fontainebleau, les Tuileries en France, Villa San Donato en Italie. Ses aquarelles sont des documents précieux pour l'étude des arts décoratifs sous le Second Empire, car elles mettent en scène des décors, dont la plupart ont aujourd'hui disparu.  

Certaines de ses œuvres sont conservées dans des collections publiques françaises : au cabinet des dessins du musée du Louvre et au musée du Second Empire du Palais de Compiègne.

## Œuvres
|                                                             |                                                                          |                                                                           |                                                               |
| Le salon de l'impératrice Eugénie au château de Saint-Cloud | Le cabinet de travail de l'impératrice Eugénie au château de Saint-Cloud | Le cabinet de toilette de l'impératrice Eugénie au château de Saint-Cloud | La chambre de l'impératrice Eugénie au château de Saint-Cloud |

|                                              |                                                  |                                                    |
| Le salon des Dames au château de Saint-Cloud | Le salon des officiers au château de Saint-Cloud | Le salon central de la villa Demidoff à San Donato |